# Distretto di Bopolu
Il distretto di Bopolu è un distretto della Liberia facente parte della contea di Gbarpolu.